# 范家庄乡
范家庄乡，是中华人民共和国河北省保定市曲阳县下辖的一个乡镇级行政单位。

## 行政区划
范家庄乡下辖以下地区：
青山村、虎山村、甫塔石村、萄葡口村、杨家台村、完沟村、栗树沟村、上下跑村、虎神沟村、上高堡村、王家庄村、武家湾村、下高堡村和范家庄村。